# Вологі тропічні ліси Самоа
Вологі тропічні ліси Самоа (ідентифікатор WWF: OC0112) — океанійський екорегіон тропічних та субтропічних вологих широколистяних лісів, розташований на Самоа.

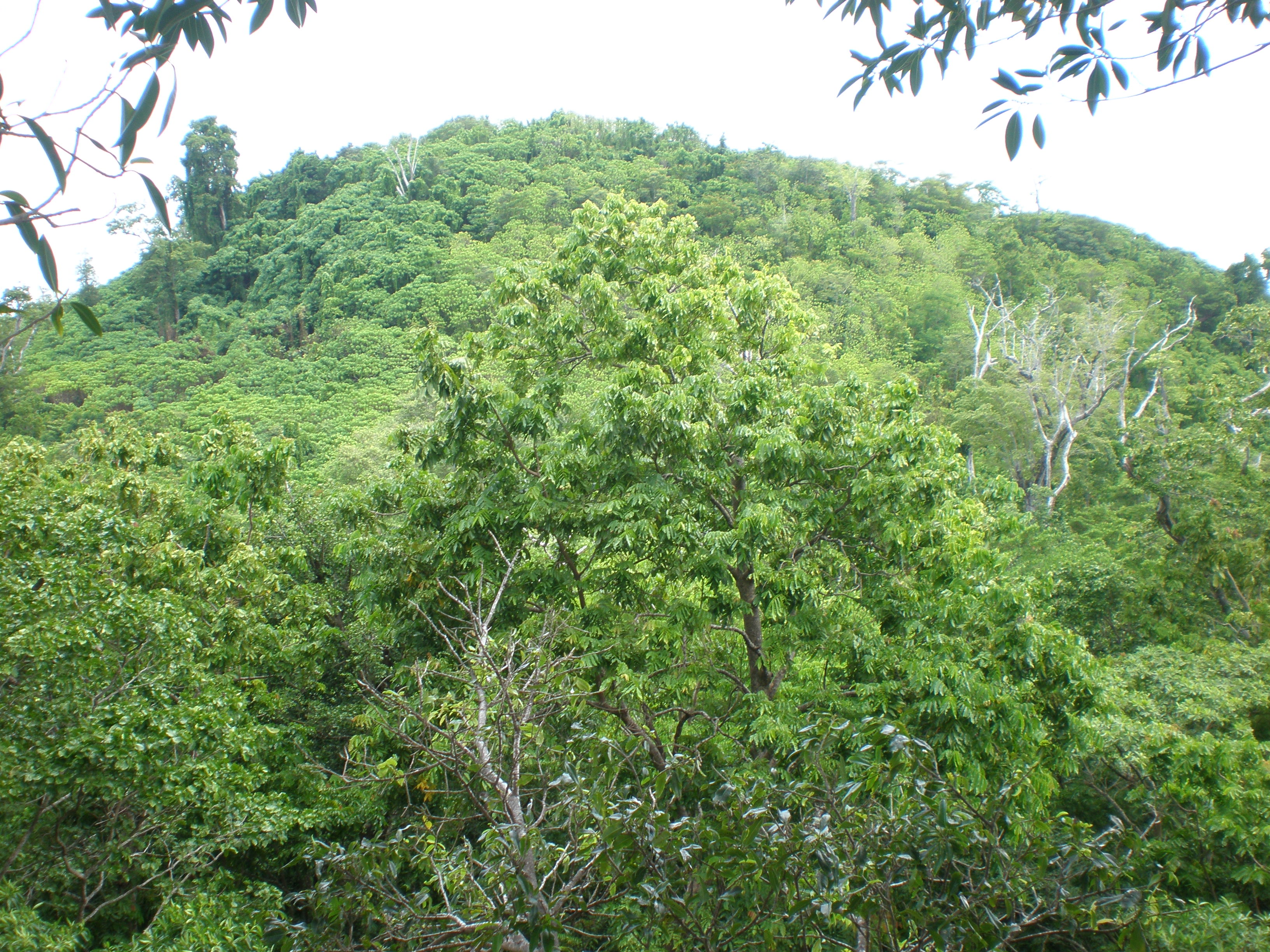
Дощовий ліс на Саваї

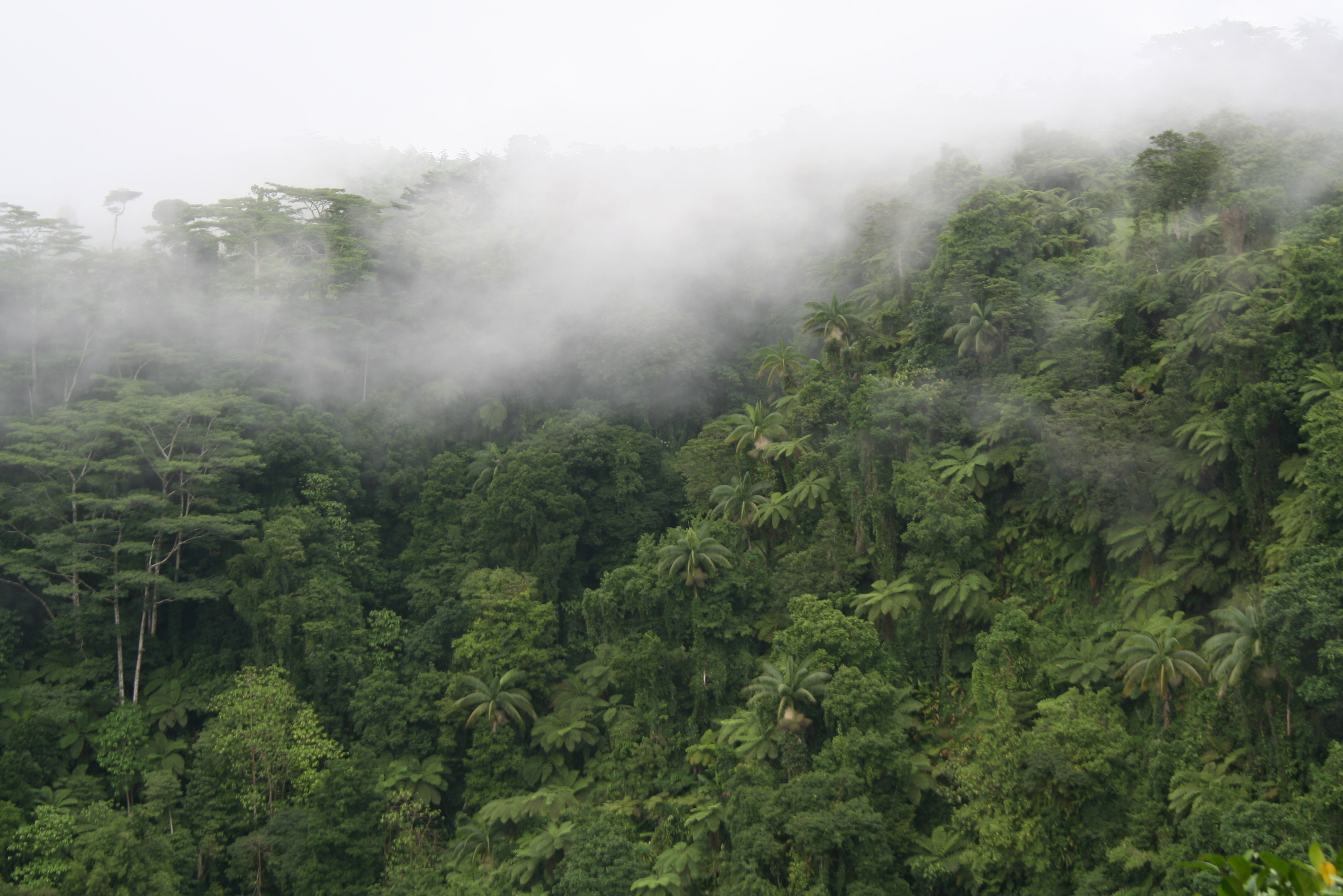
Дощовий ліс Самоа

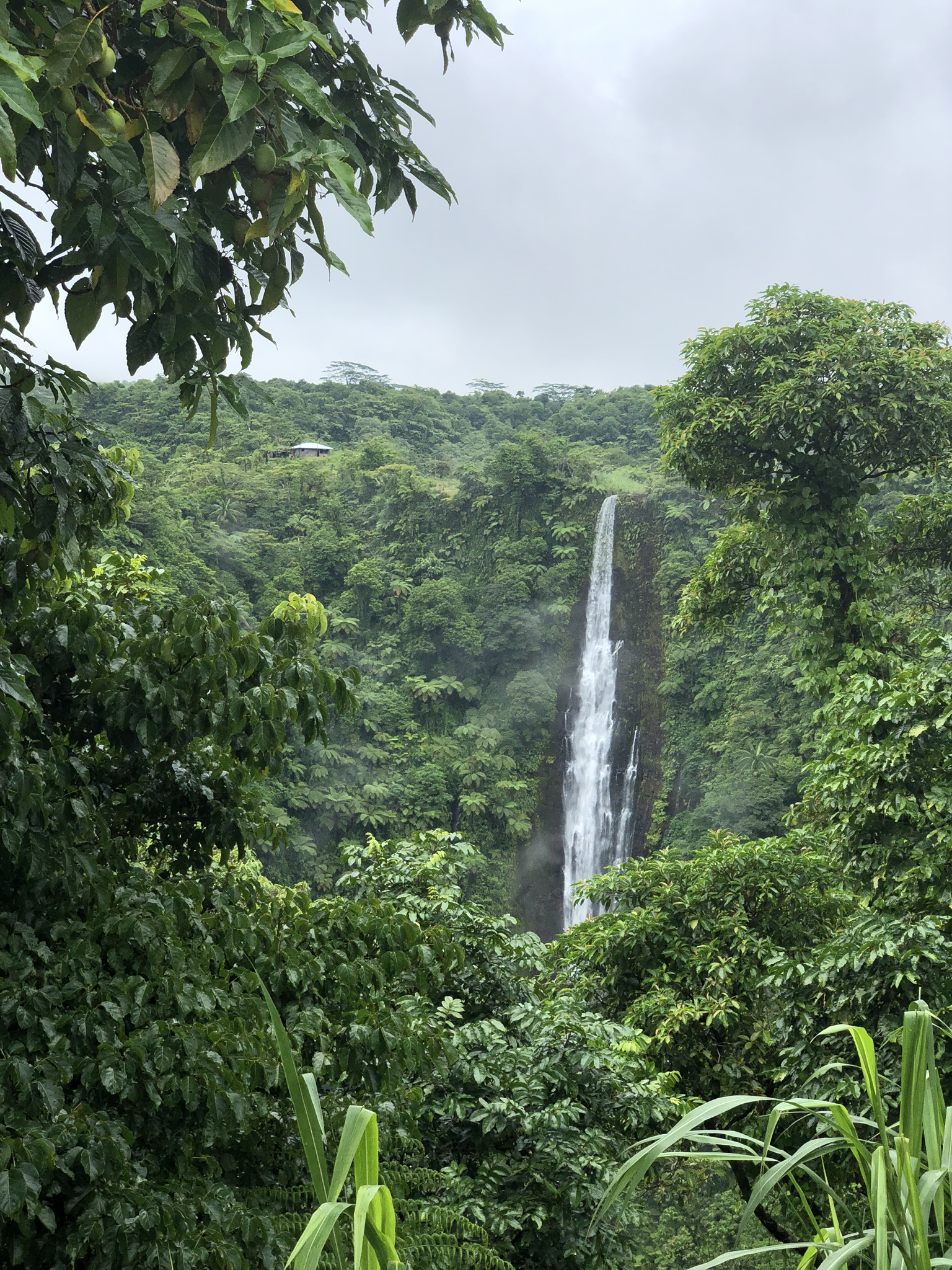
Водоспад на Самоа

## Географія
Екорегіон вологих тропічних лісів Самоа охоплює архіпелаг Самоа в Тихому океані. Він складається з 14 вулканічних островів, розташованих за 600 км на схід від Фіджі, між 13° і 14° південної широти та між 168° і 171° західної довготи. На заході архіпелагу розташовані острови Саваї та Уполу, розділені протокою Аполіма, а за 64 км на схід від них лежать острови Тутуїла та Аунуу. За 100 км на схід від Тутуїли та Аунуу лежить група островів Мануа, до якої входять Офу-Олосега та Тау, а ще далі на схід — крихітний атол Розе. Острови Саваї та Уполу, разом з кількома сусідніми острівцями, складають Незалежну Державу Самоа. Острови Тутуїла, Аунуу та решта островів на сході архіпелагу входять до Американського Самоа.
Острови Саваї та Уполу разом займають близько 90 % від загальної площі суходолу регіону. Площа Саваї становить 1694 км², а його найвищою вершиною є гора Сілісілі заввишки 1858 м, тоді як площа Уполу становить 1125 км², а його найвищою вершиною є гора Ваїваї заввишки 1113 м. Незважаючи на те, що Уполу менший за площею та висотою, між Саваї, він є найбільш густонаселеним островом архіпелагу. На ньому живуть понад 143 тисячі людей та розташована столиця Самоа Апіа. Вік островів екорегіону зростає зі сходу на захід. Вулканічна активність в регіоні триває: у 1905-1911 роках відбулося виверження вулкана Матавану на Саваї. Ґрунти регіону сформовані з еродованих базальтів та вулканічного попелу і, як правило, бідні.

## Клімат
На островах Самоа переважає екваторіальний клімат (Af за класифікацією кліматів Кеппена) або саванний клімат (Aw за класифікацією Кеппена). Середня температура тут становить 23-30 °C, а її сезонні коливання є незначними. Протягом всього року в регіоні дмуть південно-східні пасати. Оскільки більшість гір на островах регіону орієнтовані у напрямку схід-захід, вони не утворюють виражену дощову тінь, і на всій території архіпелагу середньорічна кількість опадів становить більше 2000 мм. На вершинах високих гір опадів випадає ще більше — понад 8000 мм на рік. Найбільш вологим періодом року є грудень-березень. В цей час в регіоні часто трапляються руйнівні тропічні циклони.

## Флора
Основними рослинними угрупованнями Самоа є тропічні дощові ліси, які раніше вкривали всі острови архіпелагу, за винятком прибережних, солончакових, заболочених та бідних на поживні речовини ділянок. Вологі тропічні ліси регіону діляться на три типи: низинні ліси, гірські ліси та хмарні ліси, розподіл яких залежить від висоти над рівнем моря. Серед інших рослинних угруповань Самоа слід відзначити гірські чагарники, панданові чагарники, гірські заболочені ліси та високогірні чагарники.
Найпоширенішими рослинними угрупованнями Самоа раніше були низинні дощові ліси, однак наразі більше 80 % цих лісів знищені. У низинних дощових лісах Самоа переважають волокнистолисті калофіллуми (Calophyllum inophyllum), цибулеві смердючі дерева (Didymocheton alliaceus), залізні махагоні (Didymocheton gaudichaudianus), острівні лічі (Pometia pinnata), планшонелли Торічеллі (Planchonella torricellensis), дурні мускатники (Myristica fatua), самоанська хурма (Diospyros samoensis), ряснолиста хурма (Diospyros foliosa) та різні види сизигіумів (Syzygium spp.). На кам'янистих лавових потоках ростуть пахучі пуа-кені-кені (Fagraea berteroana), великоцвіті масаме (Glochidion ramiflorum), аритьєри Брекенріджа (Arytera brackenridgei) та лимонолисті морінди (Morinda citrifolia).
Гірські дощові ліси поширені на нижніх схилах гір екорегіону, де клімат більш прохолодний і вологий, ніж у низинах. В цих лісах домінують смердючі дерева Ханта (Dysoxylum huntii), а також зустрічаються самоанські крилолисти (Pterophylla samoensis), канаріуми Харві (Canarium harveyi), таїтійські сумахи (Rhus taitensis), різні види сизигіумів (Syzygium spp.), вейнманній (Weinmannia spp.) та астронідіумів (Astronidium spp.). На застиглих потоках лави в горах Самоа ростуть лимонолисті морінди (Morinda citrifolia), фіджійські метросідероси (Metrosideros vitiensis) та самоанські крилолисти (Pterophylla samoensis).
У оповитих хмарами високогір'ях Самоа, де дуже часто випадають дощі, на висоті понад 650 м над рівнем моря, поширені хмарні ліси. В цих лісах переважають багатонасінні полісціаси (Polyscias pleiosperma), самоанські крилолисти (Pterophylla samoensis), смердючі дерева Ханта (Dysoxylum huntii) та савайські копросми (Coprosma savaiiensis). В підліску хмарних лісів поширені фіджійські фрейсінетії (Freycinetia storckii), лінійні вилчасті папороті (Dicranopteris linearis) та деревоподібні папороті ціатеї (Cyathea spp.). 
На найвищих вершинах екорегіону, на застиглих потоках лави ростуть невисокі чагарники, зокрема ендемічні самоанські чорниці (Vaccinium whitmeei), самоанські спіреантемуми (Spiraeanthemum samoense) та щетинкуваті копросми (Coprosma strigulosa).
На узбережжях архіпелагу Самоа зростають типові для Океанії дерева та чагарники, зокрема прибережної капусти (Scaevola taccada), покрівельні пандани (Pandanus tectorius), азійські баррингтонії (Barringtonia asiatica), волокнистолисті калофіллуми (Calophyllum inophyllum), великі пізонії (Pisonia grandis) та кокосові пальми (Cocos nucifera). У деяких районах, зокрема на південному узбережжі Уполу, зустрічаються мангрові зарості.
Загалом на Самоа зустрічається 536 видів квіткових рослин, з яких приблизно 28 % є ендемічними, а також 228 видів папоротей. Тут досягають східної межі поширення багато рослин, поширених на островах у західній частині Тихого океану. Багато рослин Самоа обмежені одним або кількома островами архіпелагу, зокрема деякі з більш ніж 100 видів орхідей. Серед рідкісних ендеміків екорегіону слід відзначити Blumea milnei, Cordia aspera, Acronychia retusa та Metrosideros gregoryi.

## Фауна
Орнітофауна екорегіону включає 37 видів місцевих наземних птахів, з яких більшість є ендемічними або майже ендемічними. Ендеміками Самоа є горлачі (Didunculus strigirostris), самоанські альціони (Todiramphus recurvirostris), самоанські мао (Gymnomyza samoensis), малі оругеро (Lalage sharpei), самоанські свистуни (Pachycephala flavifrons), самоанські віялохвістки (Rhipidura nebulosa), самоанські міагри (Myiagra albiventris), савайські окулярники (Zosterops samoensis), самоанські шпаки-малюки (Aplonis atrifusca) та червоноголові папужники (Erythrura cyaneovirens), а майже ендемічними представниками екорегіону — самоанські голуби (Pampusana stairi), райдужні тілопо (Ptilinopus perousii), фіджійські тілопо (Ptilinopus porphyraceus), синьоголові лорі-віні (Vini australis), полінезійські фулегайо (Foulehaio carunculatus) та рудобокі монархи-великодзьоби (Clytorhynchus vitiensis), які також зустрічаються на сусідніх архіпелагах, передусім на Фіджі і Тонзі. Раніше на Самоа зустрічалися ендемічні самоанські курочки (Gallinula pacifica), однак наразі вони, ймовірно, вимерли.
Ендеміками екорегіону також є деякі підвиди різних видів птахів — білогорлого голуба (Columba vitiensis castaneiceps), світлогузої салангани (Aerodramus spodiopygius spodiopygius), садового альціона (Todiramphus sacer), кардиналової медовички (Myzomela cardinalis nigriventris), полінезійського оругеро (Lalage maculosa maculosa), малого тоутоваї (Petroica pusilla pusilla), полінезійського шпака-малюка (Aplonis tabuensis brevirostris) та мінливоперого дрозда (Turdus poliocephalus). Серед інших птахів, поширених на Самоа, слід відзначити австралійського крижня (Anas superciliosa), тонганського пінона (Ducula pacifica), смугастого пастушка (Hypotaenidia philippensis), австралійську султанку (Porphyrio melanotus) та зимуючого новозеландського коеля (Urodynamis taitensis).
Єдиними місцевими ссавцями, поширеними на островах регіону, є рукокрилі. Тихоокеанські крилани (Pteropus tonganus) та тихоокеанські мішкокрили (Emballonura semicaudata) зустрічаються на багатьох островах Океанії, а самоанські крилани (Pteropus samoensis) є майже ендемічними представниками Самоа, також поширеними на Фіджі.
Герпетофауна екорегіону включає тихокеанських деревних удавів (Candoia bibroni) та низку поширених в Океанії видів сцинків та геконів, зокрема океанійських змієоких сцинків (Cryptoblepharus poecilopleurus), полінезійських сцинків (Emoia adspersa), чорних емо-сцинків (Emoia nigra) та тихоокеанських тонкопалих геконів (Nactus pelagicus). Майже ендемічними представниками Самоа є сцинки Лоуса (Emoia lawesii) та тонганські сцинки (Emoia tongana), а ендеміками екорегіону — самоанські сцинки (Emoia samoensis).
Загалом близько 30 % флори і фауни регіону є ендемічними. Нові види продовжують відкриватися: так, у 2009 році на Самоа були відкриті два нові види метеликів та прісноводних риб. В країні зустрічається більше видів папоротей і метеликів, ніж у Новій Зеландії, яка у 85 разів більша за Самоа.

## Збереження
Архіпелаг Самоа був заселений людьми приблизно 3000 років тому. З того часу близько 80 % низинних лісів архіпелагу були знищені і перетворені на сільськогосподарські угіддя та плантації. Особливо постраждав густонаселений острів Уполу, на якому було знищено більшість низинних, гірських та хмарних лісів. Тим не менш, дощовий ліс Саваї площею 727 км² є найбільшим не фрагментованим масивом вологих дощових лісів у Полінезії. Він займає внутрішню частину острова, де розташовано близько 100 вулканічних кратерів і молодих потоків лави. У дощових лісах Саваї мешкає більшість ендеміків архіпелагу, багато з яких перебувають під загрозою зникнення.
Значною загрозою для збереження природи регіону є хижацтво з боку інтродукованих пацюків, здичавілих котів, джунглевих майн (Acridotheres fuscus), ропух-ага (Rhinella marina) та рожевих вовчих равликів або равликів-канібалів (Euglandina rosea) та поширення інвазивних рослин, зокрема Mikania micrantha та Solanum torvum. Полювання на голубів та криланів призводить до зменшення їх популяцій.
Оцінка 2017 року показала, що 231 км², або 8 % екорегіону, є заповідними територіями. Природоохоронні території включають: Національний парк Масамаса-Фалеліма, Національний парк Лата та Національний парк Мауга-о-Салафаї на острові Саваї, Національний парк озера Ланотоо та Національний парк О-Ле-Пупу-Пуе на Уполу, а також Національний парк Американського Самоа.